# Beselga (Penedono)
Beselga ist eine Gemeinde (Freguesia) im portugiesischen Kreis Penedono. In ihr leben 270 Einwohner (Stand 19. April 2021).